# Антонов (Волгоградська область)
Антонов (рос. Антонов) — хутір у Октябрському районі Волгоградської області Російської Федерації.
Населення становить 1551  особу. Входить до складу муніципального утворення Антоновське сільське поселення.

## Історія
Хутір розташований у межах українського історичного та культурного регіону Жовтий Клин.
Згідно із законом від 15 грудня 2004 року № 968-ОД  органом місцевого самоврядування є Антоновське сільське поселення.

## Населення
| 1859  | 1873  | 1897  | 1915  | 2010  | 2012  | 2013  |
| ----- | ----- | ----- | ----- | ----- | ----- | ----- |
| 164   | ↗359  | ↗453  | ↗469  | ↗1654 | ↘1619 | ↘1607 |
| 2014  | 2015  | 2016  | 2017  |       |       |       |
| ↘1579 | ↗1583 | →1583 | ↘1551 |       |       |       |